# Moraea demissa
Moraea demissa är en irisväxtart som beskrevs av Peter Goldblatt. Moraea demissa ingår i släktet Moraea och familjen irisväxter. Inga underarter finns listade i Catalogue of Life.